# 알쿠와 알자위야
알쿠와 알자위야 또는 이라크 공군 클럽(نادي القوة الجوية)은 바그다드를 연고로 한 이라크의 축구팀이다.

## 역사
알쿠와 알자위야는 아랍어로 공군 클럽을 의미한다. 1931년 7월 4일 "집시 모스"라는 이름으로 히나이디 영국 공군기지의 이라크 항공 경찰에 의해 창단되었다. 창단 다음 날 하바니야 영국 공군기지의 팀과 첫 경기를 치렀다. 알쿠와 알자위야는 1974년 "알타야란"(항공사)으로 이름을 바꾸었다가 1991년 현재의 이름으로 정착하였다.

## 역대 우승 기록
- 바그다드 슈퍼리그 : (4)

1961-62, 1963-64, 1972-73, 1973-74
- 이라크 프리미어리그 : (5)

1974-75, 1991-92, 1996-97, 1998-99, 2004-05
- 이라크 FA컵 : (7)

1963, 1973, 1974, 1975, 1978, 1992, 1997

## 국제 대회 성적

### AFC 챔피언스리그
- 2004년 AFC 챔피언스리그 : 조별 리그
- 2006년 AFC 챔피언스리그 : 조별 리그
- 2008년 AFC 챔피언스리그 : 조별 리그

### 아시안 클럽 챔피언십
- 1998-99년 아시안 클럽 챔피언십: 2라운드

### 아시안 컵위너스컵
- 1996-97년 아시안 컵위너스컵: 1라운드
- 2001-02년 아시안 컵위너스컵: 1라운드

## 라이벌
알쿠와 알자위야의 라이벌 팀은 알자우라 SC이다.

## 선수 명단

### 현역
참고: FIFA 자격 규정에 따라 소속된 국가대표팀 국기를 표시합니다. 선수는 복수의 FIFA 비회원국 국적을 가지고 있을 수 있습니다.
| 번호 | 포지션 | 국적 | 이름          |
| ---- | ------ | ---- | ------------- |
| 29   | DF     |      | 제럴드 킬로타 |

| 번호 | 포지션 | 국적 | 이름 |
| ---- | ------ | ---- | ---- |

## 역대 감독
| 감독          | 임기        |
| ------------- | ----------- |
| 나딤 샤케르   | 1998 ~ 2000 |
| 나딤 샤케르   | 2002 ~ 2003 |
| 라디 셰나이실 | 2006 ~ 2007 |
| 나딤 샤케르   | 2014 ~ 2015 |
| 라디 셰나이실 | 2017 ~ 2018 |
| 웨삼 리직     | 2024 ~      |

틀:알쿠와 알자위야
틀:알쿠와 알자위야 선수 명단
틀:알쿠와 알자위야 감독